# Clemens IV.

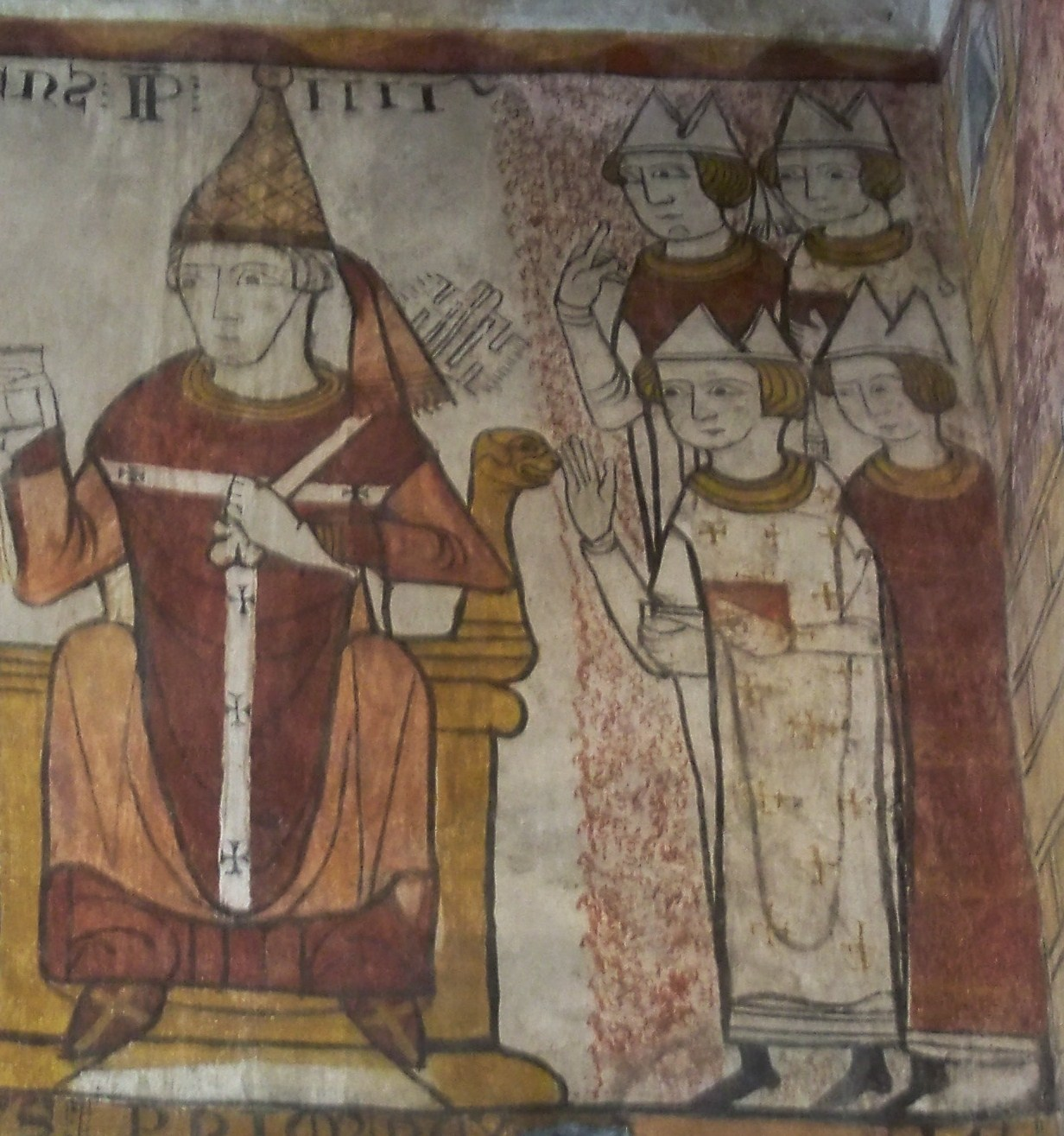
Clemens IV. (Fresko im Ferrande-Turm in Pernes-les-Fontaines, Vaucluse, Frankreich, 13. Jh.)

Clemens IV. (* um 1200 in Saint-Gilles (Gard); † 29. November 1268 in Viterbo) war vom 5. Februar 1265 bis zu seinem Tode Papst.

## Klerikale Karriere
Gui Foucois, Guido Foucois auch Fulcodi oder Guido le Gros wurde um 1200 in Saint-Gilles (Gard) an der Rhone geboren. Vor seiner geistlichen Laufbahn studierte er in Paris und war verheiratet. Er war Berater am Hof des Grafen von Toulouse und im Rat Ludwigs des Heiligen. 1256 wurde er nach dem Tod seiner Frau zum Priester geweiht, 1257 Bischof von Le Puy, 1259 Erzbischof von Narbonne und 1261 Kardinalbischof von Sabina. Als Kardinal und päpstlicher Legat versuchte er vergeblich, nach England zu reisen. Clemens war Anhänger der Mystik, wovon sein Gedicht über die „Sieben Freuden Mariens“ zeugt (okzitanisch: Los VII gauz da nostra dona). Er verfasste die consultationes, die von der Praxis der Inquisition handeln.
Vier Monate nach dem Tod Papst Urbans IV. wurde er am 5. Februar 1265 in Perugia zu dessen Nachfolger gewählt.

## Pontifikat

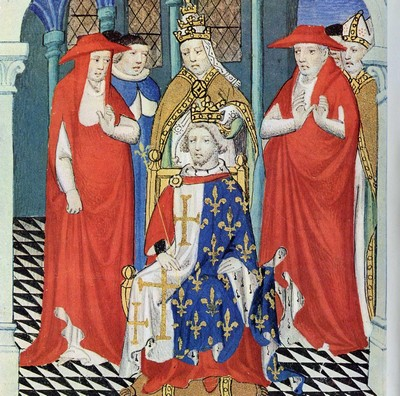
Karl I. von Neapel und Clemens IV. (15. Jh.)

Die vorherigen Päpste hielten sich wegen der Kämpfe innerhalb des römischen Adels meist außerhalb von Rom auf, und auch Clemens IV. hat Rom als Papst nie betreten. Am Hof des Papstes lebte Thomas von Aquin.
1265 verfasste Clemens die Bulle Parvus fons, die das Generalkapitel der Zisterzienser stärkte. Eine andere Konstitution, Licet ecclesiarum, stärkte die päpstliche Gewalt gegenüber der Kirche. In der Bulle Ea quae iudicio vom 30. August 1266 stellte er den Eremitenorden der Wilhelmiten wieder her.
Wie seine Vorgänger stand Papst Clemens in Opposition zu den immer machtloser gewordenen Staufern. Am 28. Juni 1265 war Graf Karl von Anjou auch offiziell mit dem Königreich Sizilien belehnt worden. Die Belehnungsbulle verbot, dass jemals wieder ein deutscher Kaiser Herrscher des Südreiches werden durfte. Erst Leo X. setzte diese Bulle außer Kraft, indem er den deutschen Kaiser Karl V. am 28. Mai 1521 mit dem Königreich Neapel belehnte. Nach der Krönung des Grafen Karl durch fünf Kardinäle am 6. Januar 1266 zum König von Sizilien (auch aus diesem Anlass hat der Papst Rom nicht betreten) endete die Stauferherrschaft in Oberitalien. In der Entscheidungsschlacht bei Benevent am 26. Februar 1266 unterlag und fiel König Manfred von Sizilien gegen König Karl. Manfreds Witwe Helena von Epirus und ihre gemeinsamen drei Söhne starben in den Kerkern Anjous.
Im Oktober 1266 entschied der Augsburger Reichstag, den 14-jährigen Konradin auf Italienfahrt zu entsenden. Die Gegner Anjous knüpften an den Erben der Staufer ihre Hoffnungen. Papst Clemens ergriff jedoch Maßnahmen, Konradin aufzuhalten. Er erklärte Karl von Anjou zum „allgemeinen Friedensstifter“ (lat. paciarus generalis) und sprach am 18. November 1267 den Kirchenbann gegen den sich nicht unterwerfenden Konradin aus. Der Italienfeldzug war trotzdem zunächst so erfolgreich, dass Konradin in Rom zum Senator gewählt wurde. In der Schlacht bei Tagliacozzo am 23. August 1268 unterlag er jedoch Karl. Er geriet in dessen Gewalt und wurde – vermutlich ohne einen vorherigen Prozess – zum Tode verurteilt. Am 29. Oktober 1268 wurde Konradin in Neapel enthauptet.
Noch vor den Ereignissen um Konradin wandten sich die Interessen König Karls in Richtung Osten. Er beabsichtigte, gemeinsam mit dem Papst das Lateinische Kaiserreich für Kaiser Balduin II. wiederzuerrichten. Auch trachtete er danach, als Gegenleistung für sein Hilfsversprechen im Vertrag von Viterbo vom 27. Mai 1267 die Despotien Achaia und Morea sowie die Besitzungen der inhaftierten Königin Helena zu übernehmen. Weil jedoch der byzantinische Kaiser Michael VIII. Unionsverhandlungen mit Clemens aufnahm, wurde die Wiedererrichtung des Kaiserreiches nicht weiterverfolgt.

## Bedeutung
Das Lebensprogramm der Päpste seit Gregor IX. – die Entmachtung der Staufer – hat Papst Clemens beendet. Nach dem Tod König Manfreds sprach er hasserfüllt vom „stinkenden Kadaver jenes Pestmenschen Manfred“. Auch das Ende von dessen Kindern nach Jahrzehnten in den Kerkern des Castel del Monte bewogen ihn zu keinem christlichen Mitleid. Zur Enthauptung Konradins schwieg er, wohl weil er im Grunde über die Auslöschung der Staufer froh war. An Clemens zeigte sich, dass selbst ein sonst integrer, antinepotischer Papst nicht der inneren Verrohung, die durch König Karl extrem gesteigert wurde, zu widerstehen vermochte.
Dass der Papst die Hinrichtung gebilligt oder sie sogar empfohlen habe, trifft wohl nicht zu.
Dante, der kurz nach der Wahl von Clemens in Florenz geboren wurde, verdammte diesen in seiner Göttlichen Komödie.

## Tod

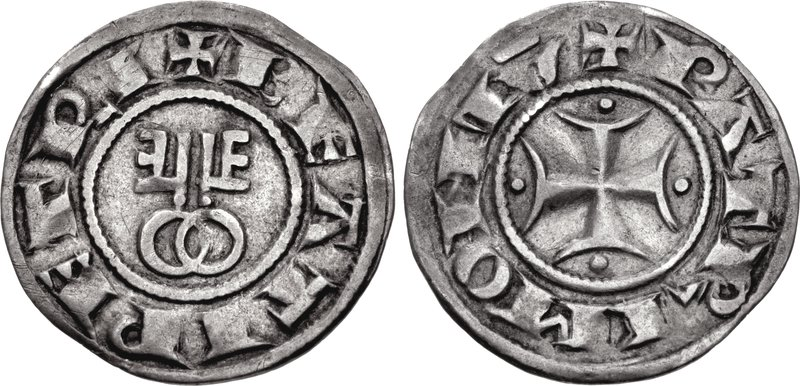
Die Sedisvakanzmünze wurde nach dem Tod Clemens IV. geprägt.

Papst Clemens starb am 29. November 1268 in Viterbo, nur einen Monat nach Konradins Hinrichtung, was von Zeitzeugen als ein Gottesurteil angesehen wurde. Er wurde in der örtlichen Kirche San Francesco begraben. Nach seinem Tod dauerte die anschließende Sedisvakanz bis 1271, da sich das Kardinalskollegium bis zu diesem Zeitpunkt nicht auf seinen Nachfolger einigen konnte.

## Kardinalskreierungen
1265 oder 1268 kreierte Papst Clemens IV. mit Bernhard Ayglerius (Benediktiner, Abt am Kloster Montecassino) den einzigen Kardinal seines Pontifikates (1265–1268).